# Енцефаліт
Енцефалі́т (грец. ἐνκεφαλίτις, запалення мозку) — запалення головного мозку (суфікс «іт» саме вказує на запальний характер захворювання). Термін «енцефалопатія» свідчить про відсутність запалення, а процес ураження спричинений переважно судинними порушеннями. Є часто клінічним синдромом багатьох хвороб.

## Класифікація
Часто виділяють такі енцефаліти:
- інфекційні
- інфекційно-алергійні, алергійні й токсичні.

Відносно частою причиною енцефаліту є інфекційні фактори: віруси, бактерії, найпростіші, грибки тощо. Енцефалітам, зумовленим нейротропними вірусами, властиві епідемічність, контагіозність, сезонність і кліматогеографічні особливості розповсюдження.
За поширеністю патологічного процесу виділяють:
- енцефаліти з переважним ураженням білої речовини — лейкоенцефаліти,
- енцефаліти з переважанням ураження сірої речовини — поліоенцефаліти.
- енцефаліти з дифузним ураженням нервових клітин та провідних шляхів головного мозку — паненцефаліти.

Міжнародна класифікація захворювань (МКХ-10) зокрема включає:
- Комариний вірусний енцефаліт
  - Японський енцефаліт
  - Енцефаломієліти:
    - Західний енцефаломієліт коней
    - Східний енцефаломієліт коней
    - Венесуельський енцефаломієліт

  - Енцефаліт Сент-Луїс
  - Каліфорнійський енцефаліт
  - Енцефаліт Росіо
  - Енцефаліт долини Муррея або австралійський енцефаліт
  - Енцефаліт Ла Кросс
  - Енцефаліт Джеймстаунського каньйону
  - Інші комарині вірусні енцефаліти
- Кліщовий енцефаліт
  - Далекосхідний кліщовий енцефаліт (Російський весняно-літній енцефаліт)
  - Центральноєвропейський кліщовий енцефаліт
  - Енцефаліт Повассан
  - Стрибаюча хвороба
  - Інші кліщові вірусні енцефаліти
- Інші вірусні енцефаліти, не класифіковані в інших рубриках
  - Ентеровірусний енцефаліт
  - Аденовірусний енцефаліт
  - Вірусний енцефаліт, що передається членистоногими, неуточнений
  - Хвороба, яку спричинює вірус Ніпа
  - Інші вірусні енцефаліти
- Гранульоматозний амебний енцефаліт.
- Первинний амебний менінгоенцефаліт (негреліаз).

## Можливість застосування деяких інфекційних енцефалітів як біологічної зброї
Віруси деяких хвороб, що перебігають з енцефалітом, — кліщового енцефаліту, японського енцефаліту, східного енцефаломієліту коней, шотландського енцефаліту, енцефаліту долини Муррея, енцефаліту Сент-Луїс, венесуельського енцефаломієліту коней, західного енцефаломієіту коней віднесено до тих біологічних агентів, що офіційно визнані чинниками біологічної зброї.